# Selezioni giovanili della nazionale femminile di pallavolo della Comunità degli Stati Indipendenti
Le selezioni giovanili della nazionale femminile di pallavolo della Comunità degli Stati Indipendenti, attive nel 1992, sono state gestite dalla federazione pallavolistica della Comunità degli Stati Indipendenti e hanno partecipato ai tornei pallavolistici internazionali per squadre nazionali femminili limitatamente a specifiche classi d'età.

## Under-19
La selezione nazionale Under-19 rappresentava la Comunità degli Stati Indipendenti nelle competizioni internazionali dove il limite di età è di 19 anni.
| Campionato europeo | Campionato europeo |
| Edizione           | Piazzamento        |
| ------------------ | ------------------ |
| 1966               | non esistente      |
| 1969               | non esistente      |
| 1971               | non esistente      |
| 1973               | non esistente      |
| 1975               | non esistente      |
| 1977               | non esistente      |
| 1979               | non esistente      |
| 1982               | non esistente      |
| 1984               | non esistente      |
| 1986               | non esistente      |
| 1988               | non esistente      |
| 1990               | non esistente      |
| 1992               | 1º posto           |